# Alfred Wellm

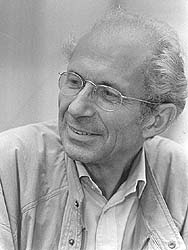
Alfred Wellm (1987)

Alfred Wellm (* 22. August 1927 in Neukrug/Elbing; † 17. Dezember 2001 in Lohmen) war ein deutscher Schriftsteller.

## Leben
Wellm war der Sohn eines Fischers. Er besuchte ab 1941 eine Lehrerbildungsanstalt in Mehlsack. Im Januar 1945 wurde er zur Wehrmacht einberufen, nahm jedoch aus Gesundheitsgründen nicht mehr an Kampfhandlungen teil. Nachdem er die Endphase des Krieges in Südwestdeutschland verbracht hatte, kehrte Wellm zu seinem Vater nach Falkensee zurück. Er besuchte eine Schule für Neulehrer und war von 1946 bis 1962 an wechselnden Orten im Schuldienst tätig, zeitweise auch als Direktor einer Oberschule und als Kreisschulrat. Seit 1963 lebte er als freier Schriftsteller in Steinförde-Großmenow bei Fürstenberg, später in Lohmen (Mecklenburg) bei Güstrow.
Alfred Wellm verfasste Romane, Kinder- und Jugendbücher sowie Drehbücher. In der DDR wurde er als Kinderbuchautor geschätzt. Bekannt wurde er durch seinen kritischen Lehrerroman Pause für Wanzka oder Die Reise nach Descansar (1968, verfilmt 1990) und den autobiografischen Roman Pugowitza oder Die silberne Schlüsseluhr (1975, verfilmt 1981). Letzterer enthält eine eindringliche Beschreibung der Flucht aus Ostpreußen 1945.
In der preisgekrönten Verfilmung seiner Erzählung Das Pferdemädchen von 1979 spielte seine Tochter Märtke Wellm die Hauptrolle Irka.
Alfred Wellm war Mitglied des Deutschen Schriftstellerverbandes, der Deutschen Akademie der Künste (ab 1978), des P.E.N.-Zentrums der DDR und seit 1998 des PEN-Zentrums Deutschland. Er erhielt u. a. 1959 und 1969 den Fritz-Reuter-Preis des Bezirks Schwerin, 1969 den Heinrich-Mann-Preis sowie 1976 einen Nationalpreis der DDR.
Wellm starb am 17. Dezember 2001 nach einer schweren Krankheit in Lohmen (Mecklenburg).

## Werke

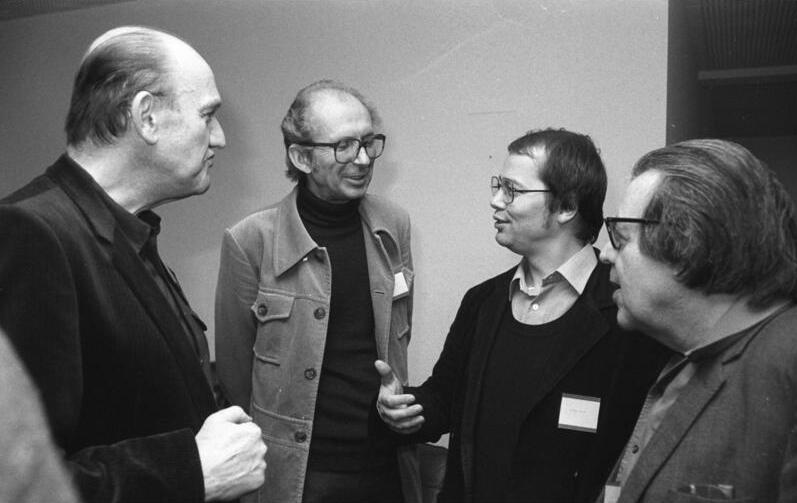
Alfred Wellm (2.v.l.) im Gespräch mit Franz Fühmann (l.), Volker Braun (2.v.r.) und Erich Fried (r.) während der „Berliner Begegnung zur Friedensförderung“ vom 13. bis. 14. Dezember 1981.

- Igel, Rainer und die anderen, Berlin 1958
- Die Kinder von Plieversdorf, Berlin 1959
- Die Partisanen und der Schäfer Piel, Berlin 1960
- Kaule, Berlin 1962
- Das Mädchen Heika, Berlin 1966
- Pause für Wanzka oder Die Reise nach Descansar, Aufbau-Verlag Berlin und Weimar, 1968; verfilmt Regie: Vera Loebner
- Das Pferdemädchen, Berlin 1974
- Pugowitza oder Die silberne Schlüsseluhr, Berlin 1975, verfilmt 1981 unter dem Titel Pugowitza
- Karlchen Duckdich, Berlin 1977
- Die Geschichte vom kleinen Wruk, Berlin 1981 (Illustrationen Siegfried Linke)
- Das Mädchen mit der Katze, Berlin 1983 (Illustrationen Siegfried Linke)
- Der Hase und der Mond, Berlin 1985
- Morisco, Berlin [u. a.] 1987